# Karl Kainberger
Karl Kainberger (Salisburgo, 1º dicembre 1912 – Salisburgo, 17 settembre 1997) è stato un calciatore austriaco, di ruolo attaccante.

## Biografia
Era il fratello di Eduard, anch'egli calciatore e compagno di squadra in nazionale e nel Salisburgo AK.

## Carriera

### Club
Dal 1935 al 1937 ha giocato nel Salisburgo AK.

### Nazionale
Ha partecipato ai Giochi Olimpici di Berlino 1936, chiusi dalla sua nazionale con la vittoria della medaglia d'argento dopo la sconfitta ai tempi supplementari nella finale contro l'Italia; nel corso del torneo ha giocato 2 partite, compresa la finale, segnando anche 2 gol (uno contro la Polonia ed uno contro l'Italia in finale).

## Palmarès

### Club

#### Competizioni REGionali
- Campionato salisburghese: 2

Salzburger AK: 1935-1936, 1936-1937

### Nazionale
- Argento olimpico: 1

Berlino 1936